# Теодорович Терентій Павлович
Тере́нтій Па́влович Теодоро́вич (*22 квітня (10 квітня) 1867, с. Вербична, Волинська губернія — 25 вересня 1939, Варшава), протопресвітер, проповідник.

## Біографія
Народився 10 квітня 1867 року в селі Вербична Ковельського повіту на Волині. Випускник Мілецького духовного училища. Закінчив Волинську духовну семінарію (1881-1887), де був учнем М.І. Теодоровича. Здобув вищу богословську освіту і ступінь кандидата богослов'я у Московській духовній академії (1887-1891). Викладач жіночого єпархіального училища в м. Кременець.
В 1895 отримав сан діакона, в тому ж році прийняв сан священика. Служив в с. Дратів Любартовського повіту, Люблинської губернії (Холмсько-Варшавська православна єпархія).
В 1902 році переведений у Варшаву, служив в Свято-Троїцькому кафедральному соборі.
З 1910 року — настоятель Успенської церкви у Варшаві.
Учасник Помісцевого Собору Православної Російської Церкви 1917—1918 рр. в Москві.
В 1921 р. повернувся до Варшави. З середини 1920-х рр. був Настоятелем митрополитської Маріє-Магдалинської церкви у Варшаві.
В 1930 р. — член Передсоборного Зібрання Православної Церкви в Польщі.
Загинув 25 вересня 1939 р. у Варшаві під час авіабомбардування. Похований біля варшавського храму Іоана Лествічніка на Волі.

## Праці
- Сучасні задачі церковного приходу. — Варшава, 1907.
- Релігія в житті Гоголя. — Варшава, 1909.
- Доброчинність в церковному приході. — Варшава, 1910.
- Почаєвська Успенська Лавра та її святині. — Варшава: Варшавська синодальна типографія, 1930.
- Керівничі пастирські поради тим хто молиться відносно поведінки за богослужінням. — Варшава: Варшавська синодальна типографія, 1930.
- Страстна неділя: Згадки великих днів Страстної неділі з коротким викладом змісту церковних служб її. — Варшава: *Варшавська синодальна типографія, 1932.
- Пасха. Світла седмиця: Виклад порядку пасхальних служб з поясненням їх внутрішнього змісту. — Варшава: Варшавська синодальна типографія, 1933.
- Братський заклик. — Варшава, 1933.
- До сорокаріччя пастирства. Ч. 1-3. — Варшава: Варшавська синодальна типографія, 1935.